# 埃塞 (伊勒-维莱讷省)
埃塞（法語：Essé，法語發音：[ese]）是法国伊勒-维莱讷省的一个市镇，位于该省中东部偏南，属于富热尔-维特雷区。

## 地理
埃塞（47°57'27"N, 1°25'28"W）面积23.19 平方千米，位于法国布列塔尼大區伊勒-维莱讷省，该省份为法国西北部沿海省份，位于布列塔尼半岛东部，北濒大西洋，西接阿摩尔滨海省和莫尔比昂省，南至大西洋卢瓦尔省，西南端接曼恩-卢瓦尔省，东临马耶讷省，东北与芒什省接壤。
与埃塞接壤的市镇（或旧市镇、城区）包括：布列塔尼地区勒泰伊、布瓦特吕当、讓澤、马尔西耶罗贝尔、皮雷-尚塞。

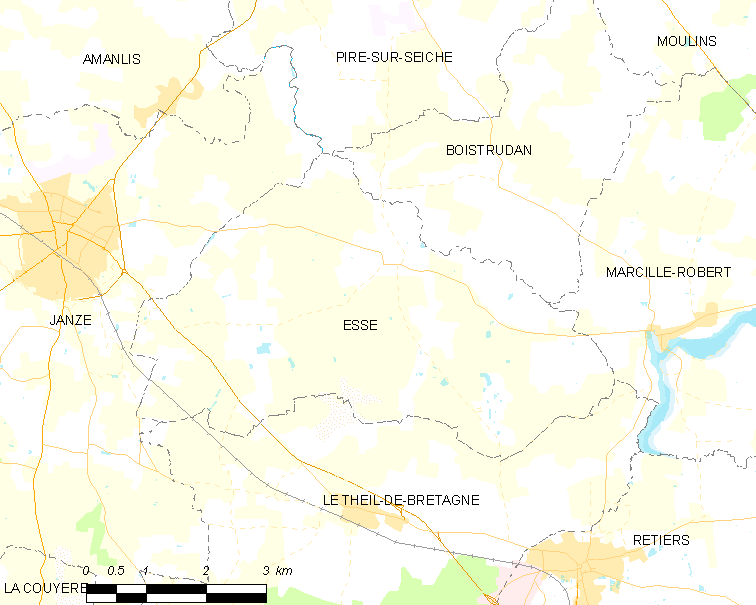
的OSM定位图

埃塞的时区为UTC+01:00、UTC+02:00（夏令时）。

## 行政
埃塞的邮政编码为35150，INSEE市镇编码为35108。

## 政治
埃塞所属的省级选区为布列塔尼地区拉盖尔什县。

## 人口

1962-2008年间人口变化图示

埃塞于2022年1月1日时的人口数量为1028人。